# 귀상어
귀상어(학명: Sphyran zygaena)는 귀상어과 귀상어속에 속하는 상어의 한 종류이다. 크기는 꽤 큰 편이며, 눈과 콧구멍 사이의 거리가 멀어 눈이 머리의 양쪽 끝에 달려 있다. 귀상어는 다 자라면 몸길이가 5m 정도 되며 큰 것은 6m넘는다. 주로 열대 바다에 살지만, 여름에는 좀 더 찬 바다로 이동한다.이들은 때때로 수백에서 수천에 이르는 무리를 형성한다.

## 특징
주로 전갱이 등의 물고기를 먹으며, 죽은 동물이나 해안 근처에 있는 찌꺼기도 먹는다. 때로는 사람을 공격하기도 한다. 성질은 상당히 난폭하나 고급 요리의 재료로도 많이 쓰인다. 그러나 귀상어에 대하여 아직까지 잘 알려지지 않았다. 지느러미는 킬로당 100달러 이상되어 아시아 어부들이 많이 잡는다. 귀상어를 연구하기 위해 갈라파고스의 연구원들이 수신기를 달아 그들의 이동을 통해 좀 더 깊이 알게 되었다. 무리는 암컷이 이루어서 짝짓기를 하는데 새끼들의 아비는 주로 한 수컷으로 알려져 있다. 매우 과격한 짝짓기를 한다. 귀상어들은 고래와 거북이처럼 자철석을 가지고 있지 않다. 주로 전갱이를 먹이로 한다. 찍고돌기 방식으로 먹이를 사냥한다. 머리가 넓어진 이유는 감각기관 때문이라고 한다. 이곳에서 뛰어난 항해 능력이 나온다. 후각기관도 매우 뛰어나다. 전류 탐지 능력은 10억분의 1 volt까지 감지하는 것으로 알려져 있다. 어두운 곳에서도 사냥을 잘한다. 지구 자기장을 파악하는 것으로 알려져 있어서 어디든지 잘 갈수 있다. MRI를 통해 뇌를 연구한 결과 백상아리에 못지 않는 IQ가 높은 것으로 알려져 있다. 소뇌가 아주 크다. 주름이 많고 비대칭구조를 가지고 있다. 3차원 공간을 잘 분석한다. 전뇌는 학습능력과 사회능력과 관계한다. 어떤 암컷은 1000km를 40일간 다녀 오기도 한다. 자신들의 경로를 고속도로처럼 다니는데 종족보존이라고 한다. 그들의 활동이 미래에 차츰 밝혀질 것이다.

## 분류학 및 계통분석학
스웨덴의 자연사학자 칼 린네우스는 분류학의 아버지라고 불렸는데, 그는 1758년 《자연의 체계》 제10판에서 매끄러운 망치 모양 머리를 가진 이것을 표본을 지정하지 않고 표현했는데, 그 이름은 나중에 귀상어로 바뀌었다. 형태학에 기반한 연구에선 일반적으로 귀상어를 홍살귀상어와 큰귀상어와 함께 묶여져 파생된 가족 구성원 중 하나라고 간주하였다. 그러나 핵과 미토콘드리아 DNA에 기초한 계통발생학적 분석에선 다르게 결론 내려졌다. 귀상어는 큰귀상어와는 밀접한 관계가 있지만, 다른 상어 종만큼 홍살귀상어와는 밀접한 관련이 없다는 것이었다.

## 귀상어의 특징
큰귀상어 다음으로 큰 망치 모양의 머리를 가진 귀상어는 일반적으로 머리의 길이가 2.5m에서 3.5m(8.2-11.5 ft)이며, 몸의 무게는 400kg에 달한다. 귀상어는 다른 망치상어의 머리 모양과 다른데, 다른 망치 상어의 머리는 곡선 모양으로 이어지다 중앙에 움푹 파여진 모양인데 귀상어는 이 움푹 파여진 부분이 없다. 이러한 망치 모양의 머리는 넓지만 짧고, 이는 몸 길이의 26-29%를 차지한다. 귀상어의 콧구멍은 머리의 끝 부분에 위치해 있고 중앙을 향해 긴 홈이 나있다. 귀상어의 위턱에는 26-32개의 이빨 줄이 있고, 아래턱에는 25-30개의 이빨 줄이 있다. 각 이빨의 모양은 삼각형이며, 가장자리가 반듯한 톱니 모양이다. 귀상어의 몸체는 두 개의 등지느러미 사이에 솟은 부분이 없이 유선형이다. 첫 번째 등지느러미는 낫 모양으로 적당히 길고, 끝 부분이 둥근 형태이다. 가슴과 배지느러미는 움푹 들어가있지 않고, 오히려 뒤쪽의 공간이 직선 모양이다. 뒷지느러미는 두 번째 등지느러미보다 크다. 그 뒷면은 어두운 갈색에서 회색, 올리브색까지이며, 대부분의 다른 망치 상어의 단순한 갈색과는 대조적으로 귀상어는 옆면으로 갈수록 색이 밝아진다. 배부분은 흰색이고 때때로 가슴지느러미 밑 가장자리에 어두운색을 가지고 있다.

## 대중매체의 귀상어
- 니모를 찾아서 - 앵커

## 사진

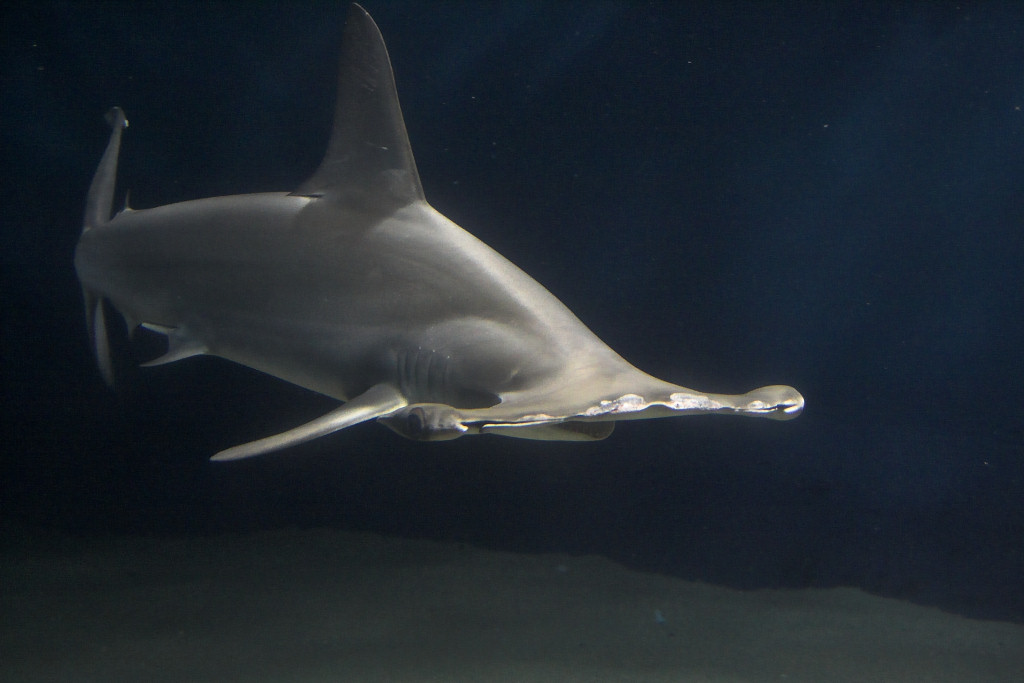
귀상어
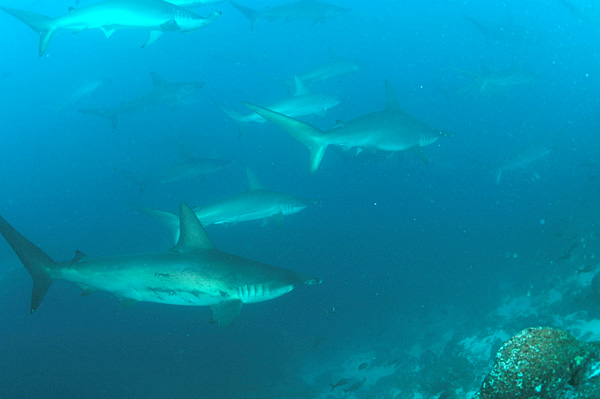
갈라파고스 제도 늑대 섬의 귀상어.
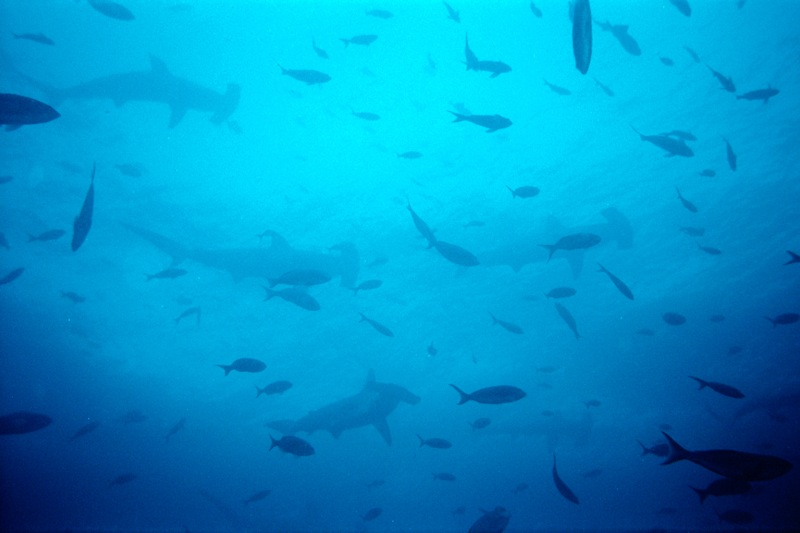
갈라파고스_제도 늑대 섬의 귀상어.

## 참고 자료
- 이 문서에는 다음커뮤니케이션(현 카카오)에서 GFDL 또는 CC-SA 라이선스로 배포한 글로벌 세계대백과사전의 내용을 기초로 작성된 글이 포함되어 있습니다.